# Anthomyia subornata
Anthomyia subornata är en tvåvingeart som beskrevs av Ackland 2001. Anthomyia subornata ingår i släktet Anthomyia och familjen blomsterflugor. Inga underarter finns listade i Catalogue of Life.